# Cabeza de la Yegua
Cabeza de la Yegua es una montaña situada en el suroeste en los Montes de León. Constituye la límite entre las comarcas tradicionales del Bierzo y de la Cabrera, en la provincia de León, Comunidad Autónoma de Castilla y León, España.